# Oliveira de Azeméis
Oliveira de Azeméis (oli'vɐiɾɐ dɨ ɐzɨ'mɐiʃ) è un comune portoghese di 70 721 abitanti situato nel distretto di Aveiro.

## Società

### Evoluzione demografica
| Popolazione di Oliveira de Azeméis (1801 – 2004) | Popolazione di Oliveira de Azeméis (1801 – 2004) | Popolazione di Oliveira de Azeméis (1801 – 2004) | Popolazione di Oliveira de Azeméis (1801 – 2004) | Popolazione di Oliveira de Azeméis (1801 – 2004) | Popolazione di Oliveira de Azeméis (1801 – 2004) | Popolazione di Oliveira de Azeméis (1801 – 2004) | Popolazione di Oliveira de Azeméis (1801 – 2004) | Popolazione di Oliveira de Azeméis (1801 – 2004) |
| ------------------------------------------------ | ------------------------------------------------ | ------------------------------------------------ | ------------------------------------------------ | ------------------------------------------------ | ------------------------------------------------ | ------------------------------------------------ | ------------------------------------------------ | ------------------------------------------------ |
| 1801                                             | 1849                                             | 1900                                             | 1930                                             | 1960                                             | 1981                                             | 1991                                             | 2001                                             | 2004                                             |
| 16943                                            | 16899                                            | 29506                                            | 33072                                            | 46263                                            | 62821                                            | 66846                                            | 70721                                            | 71243                                            |

## Freguesias
- Carregosa
- Cesar
- Fajões
- Loureiro
- Macieira de Sarnes
- Nogueira do Cravo e Pindelo
- Oliveira de Azeméis, Santiago de Riba-Ul, Macinhata da Seixa e Madaíl,
- Ossela
- Pinheiro da Bemposta, Travanca e Palmaz
- São Martinho da Gândara
- Vila Chã de São Roque
- Vila de Cucujães

## Amministrazione

### Gemellaggi
- Castelnuovo Magra